# Cabaret (chanson)
Pour les articles homonymes, voir Cabaret (homonymie).
Cabaret est une chanson composée par John Kander sur des paroles de Fred Ebb pour leur comédie musicale Cabaret, créée à Broadway en 1966.
Elle est chantée par  l'héroïne principale, une chanteuse de cabaret nommée Sally Bowles.
La chanson a été créée sur scène par Jill Haworth, l'interprète du rôle de Sally Bowles dans la production originale de Broadway de 1966.[pertinence contestée]
En 2019, elle est reprise par Ashleigh Murray dans le neuvième épisode de la troisième saison de la série télévisée Riverdale.

## Accolades
La chanson (dans la version du film Cabaret sorti en 1972) fut classée 18e dans la liste des « 100 plus grandes chansons du cinéma américain » selon l'American Film Institute (AFI). La protagoniste est jouée dans le film par Liza Minnelli.